# Championnat d'Autriche de hockey sur glace
La win2day ICE Hockey League (ICEHL) est la plus haute ligue de hockey sur glace professionnel d'Autriche. 
De 2005 à 2020, elle porte le nom de Erste Bank Eishockey Liga (EBEL) du nom de son sponsor : l'Erste Bank. De 2020 à mars 2022, elle change de sponsor et est renommée bet-at-home ICE Hockey League (ICEHL). En mars 2022, la ligue prend le nom de win2day ICE Hockey League.
La ligue a la particularité d'être multi-nationale. Bien qu'elle soit composée majoritairement de clubs autrichiens, elle accueille également des clubs des pays voisins de niveau équivalent et proches géographiquement.

## Équipes

### Équipes actuelles
| Le championnat d'Autriche de hockey sur glace compte pour la saison 2023-2024 treize équipes : \| Équipe \| Ville \| Patinoire \| Capacité \| \| ---------------------------------- \| -------------- \| ----------------------------------- \| -------- \| \| BEMER Pioneers Vorarlberg \| Feldkirch \| Vorarlberghalle \| 5 200 \| \| Moser Medical Graz99ers \| Graz \| Eisstadion Graz-Liebenau \| 4 050 \| \| HC TIWAG Innsbruck - Die Haie \| Innsbruck \| Tiroler Wasserkraft Arena Innsbruck \| 3 058 \| \| EC KAC \| Klagenfurt \| Stadthalle Klagenfurt \| 5 500 \| \| Steinbach Black Wings Linz \| Linz \| Keine Sorgen Eisarena Linz \| 3 800 \| \| EC Red Bull Salzbourg \| Salzbourg \| Eisarena Salzbourg \| 3 600 \| \| spusu Vienna Capitals \| Vienne \| Steffl Arena \| 4 500 \| \| EC iDM Wärmepumpen VSV \| Villach \| Villacher Stadthalle \| 4 800 \| \| HCB Südtirol Alperia \| Bolzano \| Palaonda \| 7 220 \| \| HC Pustertal Wölfe \| Brunico \| Rienzstadion \| 2 050 \| \| Migross Supermercati Asiago Hockey \| Asiago \| Stadio Odegar \| 3000 \| \| Hydro Fehérvár AV19 \| Székesfehérvár \| Patinoire Ifjabb Ocskay Gábor \| 3600 \| \| HK SZ Olimpija \| Ljubljana \| Hala Tivoli \| 4 500 \| |                |                                     |          |
| Équipe | Ville          | Patinoire                           | Capacité |
| BEMER Pioneers Vorarlberg | Feldkirch      | Vorarlberghalle                     | 5 200    |
| Moser Medical Graz99ers | Graz           | Eisstadion Graz-Liebenau            | 4 050    |
| HC TIWAG Innsbruck - Die Haie | Innsbruck      | Tiroler Wasserkraft Arena Innsbruck | 3 058    |
| EC KAC | Klagenfurt     | Stadthalle Klagenfurt               | 5 500    |
| Steinbach Black Wings Linz | Linz           | Keine Sorgen Eisarena Linz          | 3 800    |
| EC Red Bull Salzbourg | Salzbourg      | Eisarena Salzbourg                  | 3 600    |
| spusu Vienna Capitals | Vienne         | Steffl Arena                        | 4 500    |
| EC iDM Wärmepumpen VSV | Villach        | Villacher Stadthalle                | 4 800    |
| HCB Südtirol Alperia | Bolzano        | Palaonda                            | 7 220    |
| HC Pustertal Wölfe | Brunico        | Rienzstadion                        | 2 050    |
| Migross Supermercati Asiago Hockey | Asiago         | Stadio Odegar                       | 3000     |
| Hydro Fehérvár AV19 | Székesfehérvár | Patinoire Ifjabb Ocskay Gábor       | 3600     |
| HK SZ Olimpija | Ljubljana      | Hala Tivoli                         | 4 500    |

| Pioneers Vorarlberg Graz 99ers HC TWK Innsbruck EC KAC EHC Linz EC Red Bull Salzbourg Vienna Capitals Villacher SV HC Bolzano HC Val Pusteria HC Asiago Fehérvár AV19 Olimpija Ljubljana |

### Anciennes équipes
| Équipe              | Ville      | Patinoire                    | Capacité       | Fondation | Période               |
| ------------------- | ---------- | ---------------------------- | -------------- | --------- | --------------------- |
| Acroni Jesenice     | Jesenice   | Dvorana Podmežakla           | 6 000          | 1948      | 2006-2012             |
| VEU Feldkirch       | Feldkirch  | Vorarlberghalle              | 5 200          | 1945      | 1967-2004             |
| Olimpija Ljubljana  | Ljubljana  | Hala Tivoli                  | 4 500          | 1929      | 2007-2017             |
| Medveščak Zagreb    | Zagreb     | Dom Sportova / Arena Zagreb  | 6 000 / 15 024 | 1961      | 2009-2013 / 2017-2019 |
| Bratislava Capitals | Bratislava | Zimný štadión Ondreja Nepelu | 10 500         | 2015      | 2020-2022             |
| Orli Znojmo         | Znojmo     | Hostan Arena                 | 5 500          | 1933      | 2011-2020 2021-2022   |
| Dornbirner EC       | Dornbirn   | Messestadion Dornbirn        | 4 270          | 1992      | 2012-2022             |

## Palmarès
- 1923 : Vienne EV
- 1924 : Vienne EV
- 1925 Vienne EV
- 1926 Vienne EV
- 1927 Vienne EV
- 1928 Vienne EV
- 1929 Vienne EV
- 1930 Vienne EV
- 1931 Vienne EV
- 1932 Pötzleinsdorfer SK
- 1933 Vienne EV
- 1934 Klagenfurter AC
- 1935 Klagenfurter AC
- 1936 pas de championnat
- 1937 Vienne EV
- 1938 EK Engelmann
- 1939 à 1945 pas de championnat : les clubs autrichiens sont intégrés au Championnat d'Allemagne
- 1946 EK Engelmann
- 1947 Vienne EV
- 1948 Vienne EV
- 1949 Vienne EG
- 1950 Vienne EG
- 1951 Vienne EG
- 1952 Klagenfurter AC
- 1953 Innsbruck EV
- 1954 Innsbruck EV
- 1955 Klagenfurter AC
- 1956 EK Engelmann
- 1957 EK Engelmann
- 1958 Innsbruck EV
- 1959 Innsbruck EV
- 1960 Klagenfurter AC
- 1961 Innsbruck EV
- 1962 Vienne EV
- 1963 Innsbruck EV
- 1964 Klagenfurter AC
- 1965 Klagenfurter AC
- 1966 Klagenfurter AC
- 1967 Klagenfurter AC
- 1968 Klagenfurter AC
- 1969 Klagenfurter AC
- 1970 Klagenfurter AC
- 1971 Klagenfurter AC
- 1972 Klagenfurter AC
- 1973 Klagenfurter AC
- 1974 Klagenfurter AC
- 1975 ATSE Graz
- 1976 Klagenfurter AC
- 1977 Klagenfurter AC
- 1978 ATSE Graz
- 1979 Klagenfurter AC
- 1980 Klagenfurter AC
- 1981 Villacher SV
- 1982 VEU Feldkirch
- 1983 VEU Feldkirch
- 1984 VEU Feldkirch
- 1985 Klagenfurter AC
- 1986 Klagenfurter AC
- 1987 Klagenfurter AC
- 1988 Klagenfurter AC
- 1989 GEV Innsbruck
- 1990 VEU Feldkirch
- 1991 Klagenfurter AC
- 1992 Villacher SV
- 1993 Villacher SV
- 1994 VEU Feldkirch
- 1995 VEU Feldkirch
- 1996 VEU Feldkirch
- 1997 VEU Feldkirch
- 1998 VEU Feldkirch
- 1999 Villacher SV
- 2000 Klagenfurter AC
- 2001 Klagenfurter AC
- 2002 Villacher SV
- 2003 EHC Black Wings Linz
- 2004 Klagenfurter AC
- 2005 Capitals de Vienne
- 2006 Villacher SV
- 2007 Red Bull Salzbourg
- 2008 Red Bull Salzbourg
- 2009 Klagenfurt AC
- 2010 Red Bull Salzbourg
- 2011 Red Bull Salzbourg
- 2012 EHC Linz
- 2013 Klagenfurt AC
- 2014 Red Bull Salzbourg (Le HC Bolzano remporte l'EBEL)
- 2015 Red Bull Salzbourg
- 2016 Red Bull Salzbourg
- 2017 Capitals de Vienne
- 2018 Red Bull Salzbourg (Le HC Bolzano remporte l'EBEL)
- 2019 Klagenfurt AC
- 2020 Non décerné
- 2021 EC Klagenfurt AC
- 2022 EC Red Bull Salzbourg
- 2023 EC Red Bull Salzbourg
- 2024 EC Red Bull Salzbourg

Le HC Bolzano est le premier club étranger à remporter la ligue en 2014 et en 2018.
| Titres | Équipe             | Dernier titre |
| ------ | ------------------ | ------------- |
| 31     | EC Klagenfurt AC   | 2019          |
| 17     | Vienne EV          | 1962          |
| 11     | Red Bull Salzbourg | 2024          |
| 9      | VEU Feldkirch      | 1998          |
| 7      | EV Innsbruck       | 1989          |
| 6      | EC Villacher SV    | 2006          |
| 6      | EK Engelmann       | 1957          |
| 2      | ATSE Graz          | 1978          |
| 2      | EHC Linz           | 2012          |
| 2      | Capitals de Vienne | 2017          |